# Bird Box Barcelona
Série
Bird Box
(2018)
Pour plus de détails, voir Fiche technique et Distribution.
Bird Box Barcelone ou Froid aux yeux: Barcelone au Québec est un film espagnol écrit et dirigé par Álex et David Pastor et sorti en 2023 sur Netflix. Ce film est un film dérivé de Bird Box (2018) mettant en scène Sandra Bullock et adapté du roman Bird Box de Josh Malerman.

## Synopsis
Des créatures inconnues apparaissent sur Terre et quiconque pose son regard sur elles est pris d'envies irrépressibles de suicide. Certaines personnes deviennent des "Prophètes" et ont pour mission, donnée par les créatures, d'ouvrir les yeux des survivants.

## Fiche technique
- Titre original et français : Bird Box Barcelone
- Titre québécois : Froid aux yeux: Barcelone[1]
- Réalisation et scénario : Álex et David Pastor
- Musique : Zeltia Montes
- Décors : Laia Colet
- Costumes : Alberto Valcárcel
- Photographie : Daniel Aranyó
- Montage : Martí Roca
- Production : Dylan Clark, Adrián Guerra, Chris Morgan et Núria Valls

Producteurs délégués : Susanne Bier, Ainsley Davies, Ryan Lewis, Josh Malerman et Brian Williams
- Sociétés de production : Chris Morgan Productions, Dylan Clark Productions, Fish Blowing Bubbles et Nostromo Pictures
- Société de distribution : Netflix
- Budget : N/A
- Pays de production :  Espagne
- Langue originale : anglais
- Format : couleur
- Genre : science-fiction post-apocalyptique, horreur, thriller
- Durée : 112 minutes
- Date de sortie[2] : 14 juillet 2023 (sur Netflix)
- Classification[3] :
  - États-Unis : TV-MA
  - France : interdit aux moins de 16 ans

## Distribution
- Mario Casas (VF : Julien Allouf) : Sebastián[4]
- Alejandra Howard (VF : Bianca Tomassian) : Anna[4]
- Georgina Campbell (VF : Déborah Claude) : Claire[4]
- Naila Schuberth (VF : pas de doublage) : Sofia[4]
- Diego Calva (VF : Donald Reignoux) : Octavio[4]
- Leonardo Sbaraglia (VF : Marc Fayet) : Père Esteban[4]
- Lola Dueñas (VF : Marie Bouvier) : Isabel[5]
- Patrick Criado (VF : Benjamin Penamaria) : Rafa[5]
- Gonzalo de Castro (VF : Gérard Darier) : Roberto[5]
- Jorge Asin (VF : Jacques Bouanich) : Marcial
- Abdelatif Hwidar (VF : Rémi Bichet) : Làzaro
- Michelle Jenner (VF : Julia Vaidis-Bogard) : Liliana

Version française
- - Société de doublage : Titrafilm
  - Adaptation : Marilou Adam
  - Directrice artistique : Marie-Eugénie Maréchal

Sources et légendes : version française (VF) sur RS Doublage

## Production
En mars 2021, il est annoncé que la société Nostromo Pictures va produire un spin-off espagnol de Bird Box. Écrit et réalisé par les frères Álex et David Pastor, il est notamment produit par Dylan Clark, Núria Valls, Adrián Guerra, Chris Morgan, Ryan Lewis, Josh Malerman, Brian Williams et Ainsley Davies.
En octobre 2021, Mario Casas, Georgina Campbell, Diego Calva, Alejandra Howard, Naila Schuberth, Patrick Criado, Celia Freijeiro with Lola Dueñas, Gonzalo de Castro, Michelle Jenner and Leonardo Sbaraglia sont annoncés dans le film.
Le tournage a lieu à Barcelone.

## Accueil
Le film reçoit des critiques globalement mitigées. Sur le site d'agrégation de critiques Rotten Tomatoes, le film obtient 53% d'avis favorables, pour 78 critiques et une note moyenne de 5,7⁄10. Le consensus suivant résume les avis collectés : « Élargissant la franchise avec quelques rebondissements efficaces, Bird Box Barcelona n'a pas la tension effrayante de son prédécesseur mais reste parfois impliqué à part entière. » Sur le site Metacritic, qui utilise une moyenne pondérée, le film obtient la note de 47⁄100 pour 22 critiques.
En France, le site Allociné propose une note moyenne de 2,5⁄5 basée sur 5 titres de presse.